# Каталонское государство (1934)
Каталонское государство (кат. Estat Català) — государственное образование в юго-западной Европе на территории испанской Каталонии, просуществовавшее одни сутки.

## История
6 октября 1934 года глава Женералитета Каталонии Луис Компанис и председатель партии ERC (Левые республиканцы Каталонии) провозгласил независимость Каталонии. Это был один из последовательных шагов коалиции левых партий против коалиции правых партий (CEDA), которые пришли к власти в результате демократических выборов в 1933 году.
Правительственные силы, управляемые ветераном марокканской войны генералом Франсиско Франко, быстро изолировали очаги восстания и подавили выступление почти по всей стране. Войска, подчинявшиеся генералу Батету Доминго и расквартированные в Барселоне, окружили здание Женералитета и подвергли его обстрелу, благодаря которому утром 7 октября правительство Каталонии сдалось. Автономия Каталонии была отменена, а Луис Компанис был приговорен к тюремному заключению на 30 лет. Но в 1936 году после победы на выборах в Испании левых сил, он был освобожден и восстановлен в должности главы Каталонии.